# Sankt Stefan im Gailtal
Sankt Stefan im Gailtal é um município da Áustria localizado no distrito de Hermagor, no estado de Caríntia.